# 帝都酒店

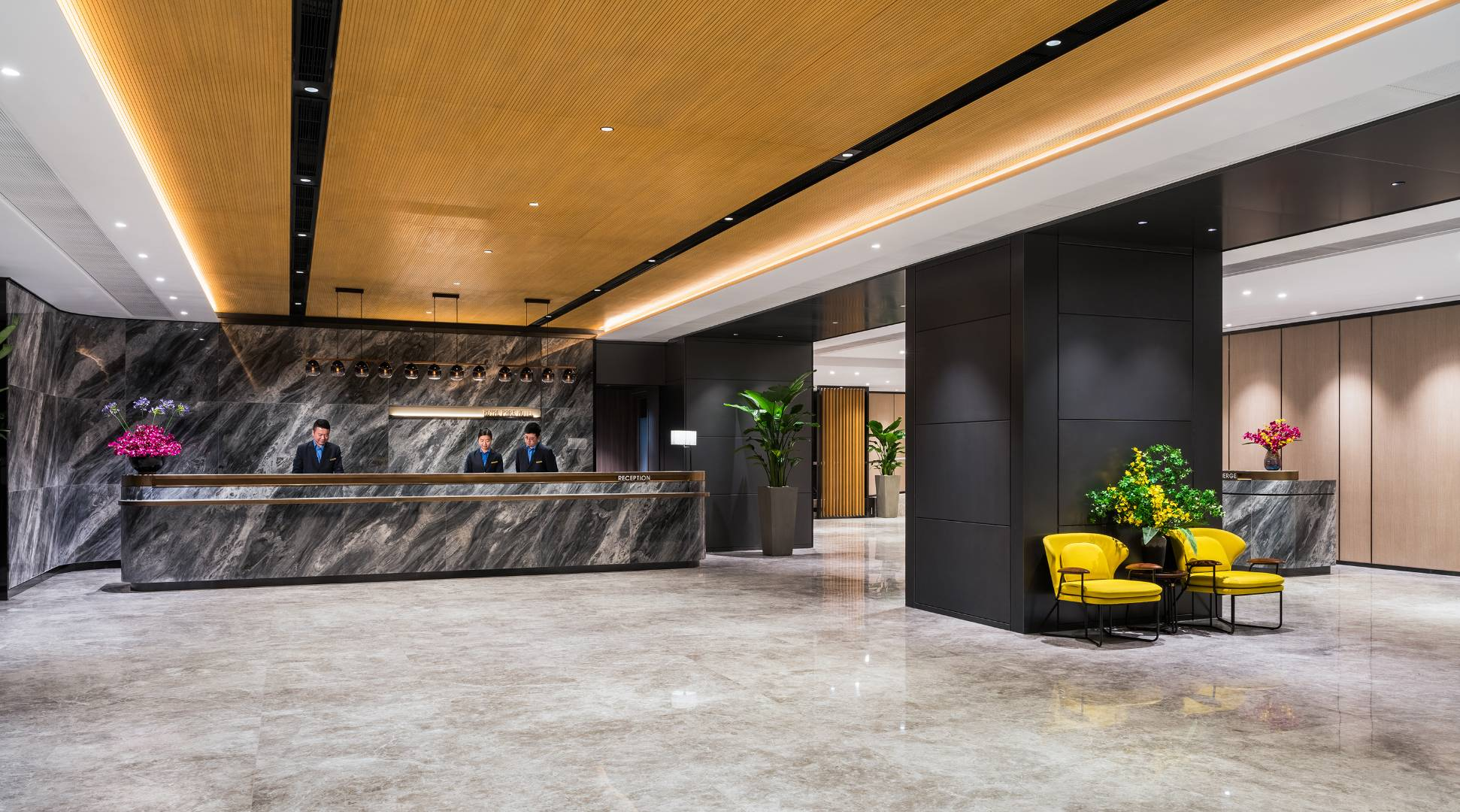
帝都酒店大堂

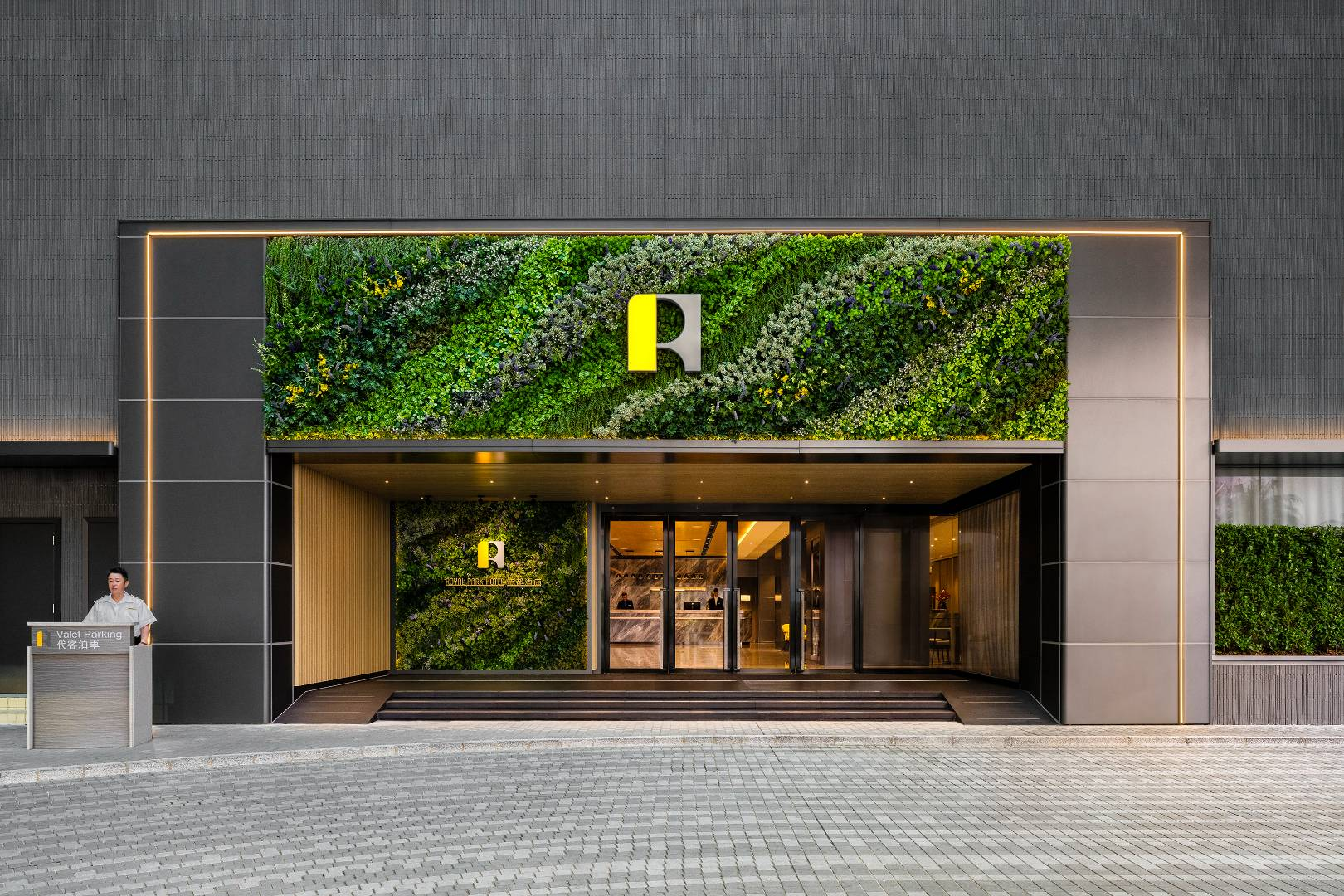
帝都酒店正門

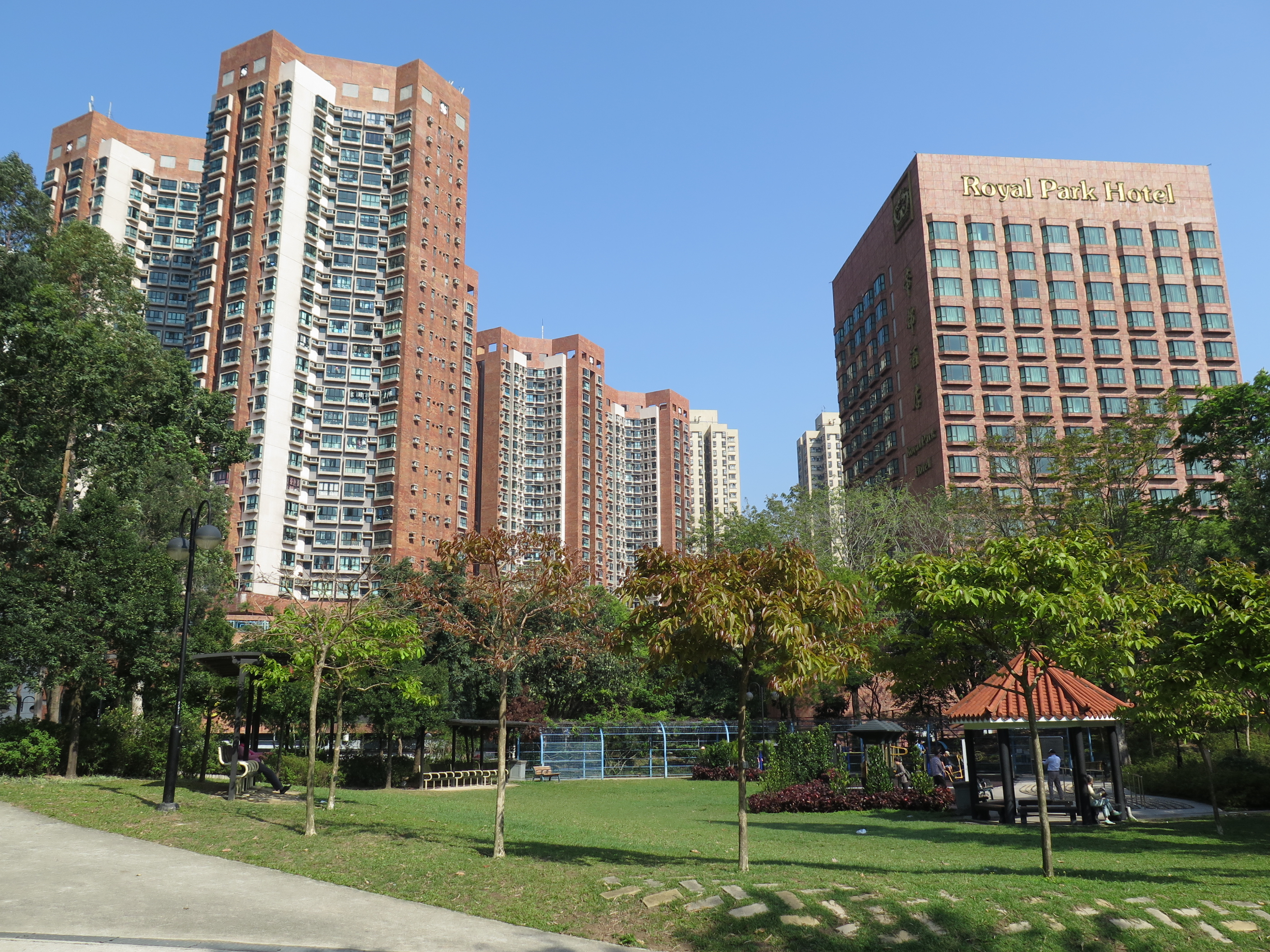
帝都酒店（右）及新城市廣場第三期（左），前方為沙田公園。

帝都酒店（英語：Royal Park Hotel）是香港的一家五星級酒店，位於新界沙田市中心白鶴汀街8號，由新鴻基地產興建及擁有，是帝港酒店集團成員之一，屬新城市廣場第二期，與新城市商業大廈一同興建，於1989年8月3日開業。

## 歷史
1989年8月3日，帝都酒店於沙田白鶴汀街8號開業，為新鴻基地產投資物業，樓面面積約30萬平方呎，有客房448間，設施包括羅馬設計風格的恒溫式室內泳池、健身室、桑拿浴等；食肆則有日本菜館、潮州酒家等。
2006年，酒店大堂完成首次翻新工程。同年4月，新增設酒吧餐廳1+1吧開業，裝設有電腦投射燈及巨型plasma電視，另設三間獨立廳房及貴賓廳可供租用。
2008年，北京奧林匹克運動會組織委員指定沙田帝都酒店為2008年奧運馬術賽事選手的選手村，300多名運動員、隨行人員及技術人員入住。
2022年，酒店再度進行大型翻新工程，全面提升酒店大堂、客房、餐廳、泳池及健身室等設施，現提供448間不同大小及類型的客房及套房；餐飲方面，現時營業之餐廳包括玉庭（中菜）及櫻田日本餐廳（日本菜）。

## 酒店客房
帝都酒店現提供448間客房，7款房型包括標準客房、高級客房、豪華客房、河畔豪華客房、雅致雙床四人客房、尊尚客房及套房。房間以嶄新時尚設計糅合現代家居的舒適格調，配備一系列全新設施如空氣淨化裝置等；房內平面液晶體寬頻電視配備IPTV頻道，並兼容螢幕投放功能。部分客房可飽覽城門河畔景致。

## 香港奧運村

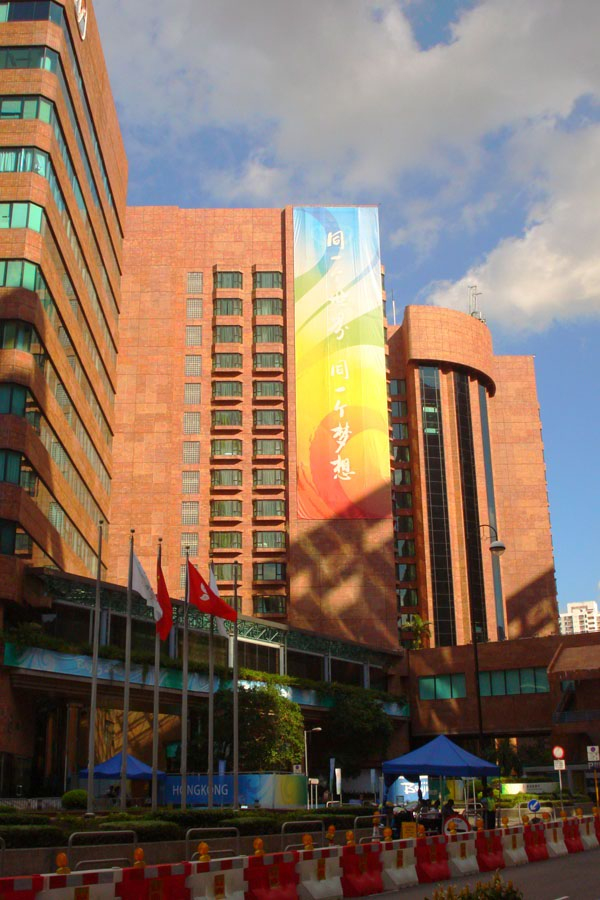
2008年帝都酒店曾獲指定為馬術項目奧運村

第29屆奧林匹克運動會組織委員會（北京奧組委）於2008年1月宣布，帝都酒店獲選為接待2008年北京奧運馬術選手項目的奧運村，而沙田麗豪酒店則作傳媒中心及訪客酒店。
因此由2008年7月21日至9月14日期間，所有客房一度暫停向外預訂，專為奧運健兒使用；而2+2 Café及One+One Bar亦轉為健兒餐廳而一度暫停對外開放。

## 餐飲服務
食肆方面，現時營業之餐廳包括玉庭及櫻田日本餐廳。
中菜食府「玉庭」格調時尚高雅，中西合璧的裝潢風格盡入眼簾。主廚以上乘食材揉合巧手廚藝，匠心演繹一系列中式佳餚、精緻點心及潮式美饌，為客人打造尊貴非凡的餐飲體驗。另設有多間舒適雅致的獨立貴賓房，是舉行商務會議及各類宴會筵席的理想之選。
揉合現代與傳統於一身的「櫻田日本餐廳」，薈萃各式各樣的傳統及創新日本美饌，包括日式火鍋、壽司刺身、定食及鐵板燒。 設有獨立貴賓房，是私人聚會或洽談商務的理想之選。
連接新城市商業大廈天橋位置設有帝港酒店集團旗下糕點品牌Royal Delights專櫃，提供多款特色西餅、蛋糕及甜品等。

## 康樂設施
- Definition 健身中心
  - 健身室
  - 室內外恆溫游泳池

## 附近商場
- 新城市廣場第一期
- 新城市廣場第三期
- 偉華中心
- 希爾頓中心

## 附近設施
- 城市藝坊
- 沙田裁判法院
- 沙田大會堂
- 沙田公共圖書館
- 沙田公園
- 香港文化博物館

## 獎項
- 2024年 - 美團酒店 — 年度人氣親子酒店
- 2024年 - Agoda.com 好評住宿獎
- 2024年 - 大眾點評必住榜2024 - 香港上榜酒店
- 2020-2024年 - Tripadvisor 貓途鷹「旅行者之選」大獎
- 2023年 - Agoda.com「金環獎」
- 2020年 - Booking.com 住客評分卓越獎
- 2019-2020年 - Agoda.com「好評住宿獎」
- 2019年 - 攜程「最佳城市酒店」
- 2018年 - Agoda.com「金環獎」
- 2015年 - Tripadvisor貓途鷹「名人堂特別榮譽獎」
- 2014年 - Booking.com 「年度優秀獎」
- 2013-2019年 - Tripadvisor 貓途鷹「卓越獎」

## 外部連結
- 帝都酒店 （页面存档备份，存于）